# Бібліотеки Тернополя
Бібліотеки Тернополя — культурно-освітні заклади міста Тернополя. Діють бібліотеки з універсальними книжковими фондами Міністерства культури і мистецтв України, бібліотеки централізованої бібліотечної системи, спеціальні бібліотеки та інші.

## Бібліотеки вищих навчальних закладів
Бібліотеки 4 найбільших вищих навчальних закладів Тернополя:
- Тернопільського національного педагогічного університету
- Тернопільського національного економічного університету
- Тернопільського національного технічного університету
- Тернопільського державного медичного університету

### Бібліотека експериментального інституту педагогічної освіти
Заснована у 1991 році з початковим фондом 240 примірників документів. Розташована за адресою: вул. Р. Купчинського, 5а.
Наявний фонд становить 21 тис. примірників документів. Бібліотека передплачує 26 назв періодичних видань.
Каталоги та бібліографічні картотеки: абетковий та систематичний, систематична картотека статей.
До послуг користувачів: абонемент, загальний читальний зал та читальний зал літератури польською мовою.

### Науково-педагогічна бібліотека обласного інституту післядипломної освіти
Заснована у 1939 році як бібліотека обласного інституту удосконалення вчителів. Сучасна назва з 1995 року. Розташована за адресою: вул. М. Кривоноса, 7а.
Фонд бібліотеки становить 20327 примірників документів, з них:
- 20 % — художньо-публіцистична література;
- 60 % — методична література;
- 20 %- підручники.

Передплачує 41 назву журналів, 20 назв газет. Каталоги: абетковий, систематичний.

### Бібліотека комерційного інституту
Заснована у 1992 році. Розташована за адресою: вул. В. Винниченка, 8 (зараз приміщення займає «Контінентал Фармерз Груп») Фонд бібліотеки становить 11 тис. примірників документів. Передплачує 15 назв періодичних видань.
Каталоги та бібліографічні картотеки: абетковий та систематичний, систематична картотека статей.

### Бібліотека інституту економіки і підприємництва
Заснована у 1993 році. Розташована за адресою: Фонд бібліотеки становить 6 тис. примірників документів. Передплачує 18 назв періодичних видань.
Каталоги та бібліографічні картотеки: проспект Злуки, 3а. абетковий та предметний каталоги, систематична картотека статей. Бібліотека надає читачам послуги ксерокопіювання.

## Бібліотеки технікумів, училищ, коледжів, загальноосвітніх та музичних шкіл
| Навчальний заклад                                                | дата створення | книжковий фонд | періодичні видання                 | каталоги та бібліографічні картотеки | адреса                       |
| ---------------------------------------------------------------- | -------------- | --- | ---------------------------------- | --- | ---------------------------- |
| Кооперативний технікум                                           | 1958           | 69 тис. пр. документів: 38 тис. пр. складають підручники і навчальні посібники, 19 тис. пр. — художня література.         | 6 назв журналів та 5 назв газет.   | абетковий, систематичний каталоги, систематична картотека статей, «Для тих, хто вивчає право», «Прочитай: це цікаво», «За сторінками твоїх підручників», «Нові надходження», «На допомогу в написанні рефератів».                                              | вул. Руська, 17              |
| Музичне училище імені Соломії Крушельницької                     | 1958           | 46 тис. пр. документів, з них 38 тис. книг з мистецтва та ноти.                                                           |                                    | абетковий; систематичний; музична картотека нотних видань, картотека видань з музично-теоретичних дисциплін. | вул. Паращука, 4             |
| Технічний коледж державного технічного університету ім. І. Пулюя | 1988           | 44 тис. пр. документів | 31 назва журналів, 19 назв газет   | | вул. Тарнавського, 7         |
| Комерційний інститут                                             | 1972           | 30 тис. пр. документів | 13 назв періодичних видань         | абетковий, систематичний, систематична картотека статей | вул. С. Бандери, 73          |
| ВПТУ №1                                                          | 1961           | 17 тис. пр. книг | 24 назви періодичних видань        | систематична картотека статей, підручників, навчальних посібників | проспект С. Бандери, 32      |
| ПТУ №2                                                           | 1966           | 25 тис. пр. документів | 3 назви газет, 6 назв журналів     | | вул. Текстильна, 8           |
| ПТУ №3                                                           | 1959           | 25 тис. пр. документів | 18 назв журналів, 7 назв газет     | абетковий, систематичний | вул. Я. Стецька 27а          |
| ВПТУ №4                                                          | 1969           | 31 тис. пр. документів, у т.ч. 13 тис. пр. підручників, 5 тис. пр. технічної літератури, 10 тис. пр. художньої літератури | 18 назв періодичних видань         | систематичний каталог | бульв. Д. Галицького, 29     |
| ВПТУ №10                                                         | 1985           | 16 тис. пр. документів, у т.ч. 3257 пр. - підручники, 5 137 пр. — технічна література, 3237 пр. — художня література      | 20 назв періодичних видань         | абетковий та систематичний, систематична картотека статей, «На допомогу майстрам і вчителям». | проспект С. Бандери, 74 а    |
| ПТУ №11                                                          | 1970           | 12 тис. пр. документів, у т.ч. 4 тис. пр. — спеціальна література, 8 тис. пр. — художня література                        | 10 назв періодичних видань         | | вул. Драгоманова, 4          |
| Галицький коледж                                                 | 1997           | 42 тис. пр. документів | 68 назв журналів та 33 назви газет | абетковий та систематичний, систематична картотека статей, картотека підручників. | вул. Б. Хмельницького, 5.    |
| Українська гімназія ім. І. Франка                                | 1961           | 21 тис. пр. документів | 11 назв періодичних видань         | абетковий каталог, картотеки | вул. Коперника, 14           |
| ЗОШ №2                                                           | 1962           | 22 тис. пр. документів |                                    | | вул. Новий Світ, 11          |
| ЗОШ №3                                                           | 1939           | 30 тис. пр. документів, з них 15 тис. підручників                                                                         | 5 назв періодичних видань          | абетковий каталог, систематична картотека статей, систематична картотека періодичних видань. | вул. М.Грушевського,3        |
| ЗОШ №4                                                           | 1946           | 19 тис. примірників | 12 назв періодичних видань         | абетковий, систематична картотека статей | вул. М. Грушевського, 2      |
| ЗОШ №5                                                           | 1987           | 33 тис. пр. документів, у т.ч. 10 тис. пр. — художня література, 22 тис. пр. підручники                                   |                                    | абетковий каталог, систематична картотека статей | вул. Камінна, 2              |
| ЗОШ №6 ім. Н. Яремчука                                           | 1960           | 41 тис. пр. документів | 7 назв періодичних видань          | систематична картотека статей, підручників, методичної літератури | вул. Руська, 6               |
| ЗОШ №7                                                           | 1955           | 28 тис. пр. видань, з них 13 тис. пр. складають підручники                                                                | 10 назв періодичних видань         | абетковий та систематичний каталог, систематична картотека статей | вул. Юності, 11              |
| ЗОШ №8                                                           | 1956           | 41 тис. пр., з них 13 тис. пр. нараховують підручники та 28 тис. пр. — художня література                                 | 18 періодичних видань              | абетковий, систематична картотека статей. | вул. Шкільна, 2              |
| ЗОШ №9                                                           | 1968           | 38 тис. примірників, з них 24 тис. пр. складають підручники                                                               | 8 назв періодичних видань          | абетковий каталог, картотека «На допомогу вчителю» | вул. Іванни Блажкевич, 1А    |
| ЗОШ №10                                                          | 1960           | 12 тис. пр. підручників, 22 тис. пр. художньої літератури                                                                 | 18 назв періодичних видань         | абетковий та систематичний, систематична картотека статей | вул. Л. Українки, З а        |
| ЗОШ №11                                                          | 1976           | 64 тис. пр., у т. ч. 30 тис. пр. — підручники, 34 тис. пр.- художня література                                            | 20 назв періодичних видань         | абетковий каталог, систематична картотека статей, картотека «На допомогу вчителю» | вул. Тарнавського, 6         |
| ЗОШ №12                                                          | 1964           | 17 тис. пр. документів | 7 назв періодичних видань          | абетковий каталог, систематична картотека статей | вул. Юності, 3               |
| ЗОШ №13                                                          | 1967           | 36 тис. пр. документів, у т.ч. 2 тис. пр. — підручники, 34 тис. пр.– художня література                                   | 10 назв періодичних видань         | абетковий каталог, систематична картотека статей | вул. Кн. 0строзького, 51     |
| ЗОШ №14 ім. Б. Лепкого                                           | 1986           | 22 тис. пр. підручників, зокрема 34 тис. пр. художньої літератури                                                         | 15 назв періодичних видань         | абетковий каталог, систематична картотека статей | вул. К. Савури, 1            |
| ЗОШ №15                                                          | 1 вересня 1972 | 17 тис. пр. | 11 назв періодичних видань         | абетковий каталог, систематична картотека статей | вул. Л. Українки             |
| ЗОШ №16                                                          | 1973           | 41 тис. пр. документів | 12 назв періодичних видань         | абетковий каталог, систематична картотека статей | вул. В.Винниченка, 2а        |
| ЗОШ № 17                                                         | 1 жовтня 1974  | 38 тис. пр. документів, у т. ч. 17 тис. пр. — підручники, 21 тис. пр. — художня література                                | 12 назв періодичних видань         | абетковий каталог, систематична картотека статей | вул. Протасевича, 6а         |
| ЗОШ № 18                                                         | 1978           | 17 тис. пр. документів | 11 назв періодичних видань         | абетковий каталог, систематичний каталог для учнів 5-11 кл., систематичний каталог науково-методичної і педагогічної літератури для вчителів, систематична картотека статей для учнів 5-9 класів та вчителів, картотека персоналій, тематична картотека віршів | Проспект С. Бандери, 14      |
| ЗОШ №19                                                          | 1980           | 37 тис. пр. документів | 15 назв періодичних видань         | абетковий каталог, тематичні картотеки | вул. Бр. Бойчуків            |
| ЗОШ №20                                                          | 1982           | 17 тис. пр. художня література, 12 тис. пр. підручники                                                                    | 7 назв періодичних видань          | абетковий, тематичний ілюстрований каталог для 2-3 кл., систематична картотека статей, картотека законодавчих та нормативних матеріалів, картотека підручників                                                                                                 | вул. Бр.Бойчуків,4           |
| ЗОШ № 21                                                         | 1984           | 50 тис. пр. документів, з них 37 тис. пр. складають підручники                                                            | 10 назв періодичних видань         | абетковий каталог, систематична картотека для керівників читання | проспект Злуки, 51           |
| ЗОШ №22                                                          | 1986           | 16 тис. пр. документів | 10 назв періодичних видань         | абетковий каталог, систематична картотека статей | вул. С. Петлюри, 8           |
| ЗОШ № 23                                                         | 1987           | 38 тис. пр., художньої та методичної літератури — 19 тис. пр.                                                             |                                    | абетковий каталог, систематична картотека статей | вул. Чубинського, 3          |
| ЗОШ №24                                                          | 1988           | 30 тис. пр. документів |                                    | абетковий каталог, систематична картотека статей | вул. Торговиця, 30           |
| ЗОШ №25                                                          | 1964           | 4 тис. пр. документів | 12 назв періодичних видань         | абетковий каталог, систематична картотека статей | вул. Хліборобна, 26          |
| ЗОШ №26                                                          | 1 вересня 1989 | 22 тис. пр. підручників, 11 тис. пр. художньої літератури                                                                 |                                    | абетковий каталог, систематична картотека статей | бульвар П. Куліша, 9         |
| ЗОШ №27                                                          | 1990           | 35 тис. пр. видань, з них 28 тис. пр. — підручники, 8 тис. пр. - художня література                                       |                                    | абетковий каталог, систематична картотека статей | бульвар П. Куліша, 7         |
| ЗОШ №28                                                          | 1991           | 46 тис. пр. документів, з них 20 тис. пр. підручники, 26 тис. пр. — художня література                                    | 20 періодичних видань              | абетковий каталог, систематична картотека статей | бульвар Д. Вишневецького     |
| ЗОШ №29                                                          | 1993           | 33 тис. пр. документів | 12 назв періодичних видань         | абетковий каталог, систематична картотека статей | Бульвар Д. Вишневецького, 10 |
| ЗОШ №30                                                          | 1995           | 3 тис. пр. документів, з них 2600 пр. — підручники, 650 пр. - художня література                                          | 20 назв періодичних видань         | абетковий каталог, систематична картотека статей | вул. Підгородня, 1           |
| Музична школа №1                                                 | 1929           | 30 тис. пр. документів | 5 назв періодичних видань          | | вул. Камінна, 3              |
| Музична школа №2                                                 | 1976           | 12 тис. пр. документів |                                    | абеткова картотека видань з музично-теоретичних дисциплін | вул. Захисників України, 4   |

## Бібліотеки підприємств, установ, організацій
Великі бібліотеки мають такі підприємства та організації Тернополя:
- Науково-технічна бібліотека ВАТ «Текстерно»
  - заснована у 1965 році. Фонд бібліотеки нараховує 21.8 тис. примірників документів. Комплектується літературою з питань текстильного виробництва, машинобудування, економіки, товаровиробництва, реклами. Каталоги та бібліографічні картотеки: абетковий каталог, систематичний каталог, систематична картотека статей. Діють абонемент та читальний зал. Розташована за адресою: вул. Текстильна, 18.
- Бібліотека ВАТ «Ватра»
  - Заснована 30 березня 1960 року. Фонд універсальний — 48 тис. примірників видань науково-технічного змісту, 8.5 тис. пр. — художньої літератури. Каталоги: абетковий каталог, систематичний каталог. Бібліографічні картотеки: систематична картотека статей, картотека назв каталогів зарубіжних фірм. Діють абонемент та читальний зал. Розташована за адресою: вул. Микулинецька, 46.
- Технічна бібліотека ВАТ «Тернопільський комбайновий завод»
  - Технічна бібліотека заснована у 1965 році. До послуг користувачів понад 17 тис. примірників документів, абетковий каталог. Розташована за адресою: вул. Лукіяновича, 8.
- Бібліотека профкому АТП 16127
  - Заснована у 1955 році. Фонд універсальний, понад 10.5 тис. пр. документів. Каталоги: абетковий та систематичний. Літературу можна отримати через абонемент. Розташована за адресою: вул. Галицька, 38.